# Слипи Ај (Минесота)
Слипи Ај (енгл. Sleepy Eye) град је у америчкој савезној држави Минесота.

## Демографија
По попису из 2010. године број становника је 3.599, што је 84 (2,4%) становника више него 2000. године.
| Група             | 2000.         | 2010.         |
| Белци             | 3.205 (91,2%) | 3.084 (85,7%) |
| Афроамериканци    | 8 (0,2%)      | 1 (0,0%)      |
| Азијати           | 12 (0,3%)     | 32 (0,9%)     |
| Хиспаноамериканци | 274 (7,8%)    | 467 (13,0%)   |
| Укупно            | 3.515         | 3.599         |